# Richard Marks
Pour les articles homonymes, voir Marks.
Richard Marks est un monteur et coproducteur américain, né le 10 novembre 1943 à New York, aux États-Unis et mort le 31 décembre 2018.

## Filmographie

### Monteur
- 1974 : Les Durs de Duccio Tessari
- 1974 : Serpico de Sidney Lumet
- 1975 : Le Parrain 2 de Francis Ford Coppola
- 1975 : Les Mensonges que mon père me contait (Lies My Father Told Me) de Ján Kadár
- 1979 : Apocalypse Now de Francis Ford Coppola
- 1984 : Les Aventures de Buckaroo Banzaï à travers la 8e dimension de W. D. Richter
- 1985 : St. Elmo's Fire de Joel Schumacher
- 1986 : Le Temple d'or de Jack Lee Thompson
- 1986 : Rose bonbon de Howard Deutch
- 1988 : Broadcast News de James L. Brooks
- 1989 : Un monde pour nous de Cameron Crowe
- 1990 : Dick Tracy de Warren Beatty
- 1991 : Un bon flic de Heywood Gould
- 1992 : Le Père de la mariée de Charles Shyer
- 1994 : La Petite Star (I'll Do Anything) de James L. Brooks
- 1995 : Assassins de Richard Donner
- 1996 : Dernières heures à Denver de Gary Fleder
- 1998 : L'Amour de ma vie ( 'Til There Was You) de Scott Winant (en)
- 1999 : Vous avez un message de Nora Ephron
- 2000 : De quelle planète viens-tu ? de Mike Nichols
- 2002 : Écarts de conduite de Penny Marshall
- 2005 : Spanglish de James L. Brooks
- 2008 : Le Témoin amoureux de Paul Weiland

### Coproducteur
- 1998 : Pour le pire et pour le meilleur de James L. Brooks

### Assistant monteur
- 1969 : Les Gens de la pluie de Francis Ford Coppola